# Flying Pat
Flying Pat es un filme mudo cómico estadounidense de 1920 protagonizada por Dorothy Gish y su entonces marido James Rennie, y que estuvo dirigida por F. Richard Jones. Fue producida por Famous Players-Lasky y distribuida por Paramount Pictures.
La película está preservada en la Cinémathèque Française.

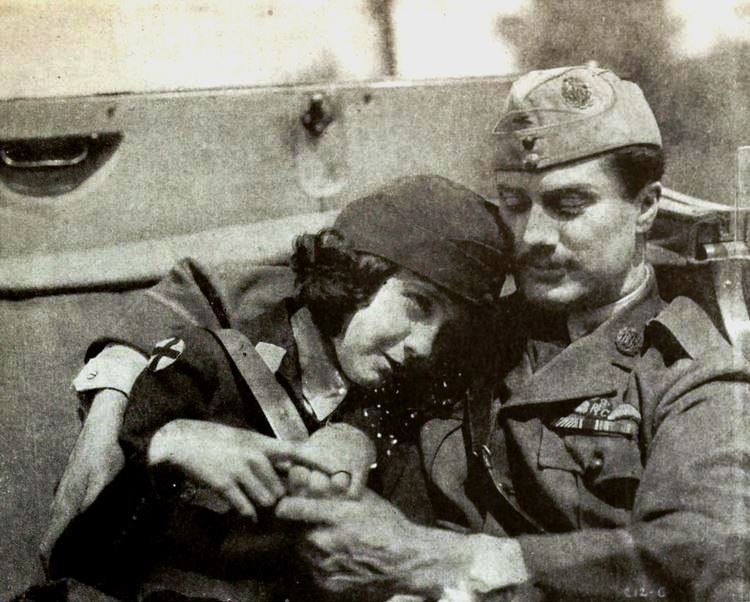
Fotograma con Dorothy Gish y James Rennie.

## Sinopsis
Como se describe en una revista de cine, la joven novia Patricia Van Nuys (Gish), cuyo marido Robert (Rennie) desea que ella forje una carrera en lugar de molestar a su linda cabeza con las tareas domésticas, recibe lecciones de vuelo de William Endicott (Wallace). Sus experiencias como alumna los aterrizan a ambos en el suelo en un accidente en picada del que milagrosamente emergen y buscan un refresco en un bar cercano. Su marido llega a la escena justo cuando su instructor está probando ser un afectuoso y entreteniendo compañero. Su ira lo conduce su fuera de la casa y lo lleva al tren de noche a Albany. Tras deshacerse de su dinero en un juego de póquer, regresa y conoce una emergencia haciéndose pasar como cocinero en su propia casa. Una complicación lleva otro hasta que todo culmina en la reconciliación de la pareja.

## Reparto
- Dorotht Gish como Patricia Van Nuys
- James Rennie como Robert Van Nuys
- Morgan Wallace como William Endicott
- Harold Vizard como el mayordomo
- Porter Strong como el reportero
- Tom Blake como el policía
- Kate Bruce como la anciana
- Dorothy Walters como la cocinera
- La Srta. Waters como la criada

## Lanzamiento
Flying Pat fue lanzada en los Estados Unidos el 11 de noviembre de 1920. Todavía estaba circulando en 1922, proyectándose en el Empress Theatre en Mangum, Oklahoma, el 24 y 25 de febrero, y en el  Royal Theatre de Guymon el sábado 4 de marzo. Una semana después de que aquello, se proyectó en Tulsa.

## Nota
En su autobiografía de 1969, The Movies Mr. Griffith and Me, Lillian Gish incluye un fotograma de esta película que identifica James Rennie, Dorothy Gish, y un actor desconocido. El actor desconocido es el actor Morgan Wallace.